# Basilique collégiale Saint-Sébastien d'Acireale
Pour les articles homonymes, voir Basilique Saint Sébastien.
La basilique collégiale Saint-Sébastien est un édifice religieux de la ville d'Acireale, dans la province de Catane en Sicile et est l'une des plus grandes églises baroques.

## Historique
La basilique est le monument le plus important d'Acireale, déclarée « monument national ». Le premier site de la basilique a été ouvert en 1609, mais le bâtiment actuel a été construit en grande partie après le tremblement de terre désastreux de 1693.

## Architecture
La façade, dessinée par Angelo Bellofiore, est riche en statues de personnages de l'Ancien Testament.
Elle est précédée par une balustrade réalisée en 1756 par Giovan Battista Marini.
L'intérieur dispose d'un plan en croix latine : il est couvert de fresques de Pietro Paolo Vasta, y compris le transept et le chœur avec quelques scènes de la vie de saint Sébastien.
L'image du saint est traditionnellement portée en procession sur un fercolo en argent porté par des « dévots » chaque 20 janvier.

## Source
- (it) Cet article est partiellement ou en totalité issu de l’article de Wikipédia en italien intitulé « Basilica Collegiata di San Sebastiano » (voir la liste des auteurs).